# Hairy Twatter: A DreamZone Parody
Hairy Twatter: A DreamZone Parody ist eine Porno-Parodie aus dem Jahr 2012 über die Filmreihe Harry Potter.

## Handlung
In der Whore’s Warts Schule erleben Hexen und Zauberer Abenteuer. Aber die eine Sache, die die Schüler dort stört, ist, dass keine der Frauen Schamhaare hat. Harry, der mächtigste Zauberer der Schule, experimentiert mit dunkler Magie in der Hoffnung auf Verbesserung. Und tatsächlich: Bei einigen wächst die Schambehaarung.
Harry überprüft die Schambehaarung bei Hella Trix.
- Szene 1: Katie St. Ives und Seth Gamble

Ron bekommt anschließend die Schambehaarung von Hormone gezeigt. Sie ist zwar nicht begeistert, das Harry die Magie verwendet, findet es aber gut, wie geil dies Ron macht.
- Szene 2: Jessie Andrews und Tyler Nixon

Als Nächstes haben Winey und Neville Sex.
- Szene 3: Sammy Grand und Logan Pierce

Janine geht wegen ihrer Behaarung zu Harry und zeigt ihm diese. Er ist besorgt, von der Schule zu fliegen, aber Janine nimmt ihm diese Sorge.
- Szene 4: Nora Skyy und Seth Gamble

Draco will Harry eine Abreibung verpassen, doch Luder überzeugt ihn, es lieber mit ihr zu treiben.
- Szene 5: Tara Lynn Foxx und Michael Vegas

## Produktion und Veröffentlichung
Der Film wurde von Dream Zone Entertainment unter der Regie von Jordan Septo produziert. Das Set wurde in einem Haus in Encino aufgebaut, wo auch ein Teil von Zorro XXX gedreht wurde.
Erstmals wurde der Film am 28. August 2012 in den Vereinigten Staaten veröffentlicht. Die DVD enthält außerdem eine IPod-Version sowie eine Non-Sex-Version.

## Rezensionen
XBIZ schrieb in der Rezension, dass der Film eher keine Big-Budget-Pornoproduktion sei. Die komplette Handlung würde in einem Haus stattfinden. Die eigentliche Handlung sei eher dümmlich, hätte aber funktionieren können, wenn mehr Wert auf das Skript gelegt worden wäre. Für Harry-Potter-Fans gäbe es so nur ein paar Roben und Brillen zu sehen, die an den Originalfilm erinnern würden. Katie St. Ives wäre allerdings als dunkelhaarige Hexe eine gute Besetzung und Tara Lynn Fox wäre ebenfalls eine gute Besetzung und würde zeigen, dass sie eine der am meist unterschätzen Pornodarstellerinnen zur Zeit sei. Jessie Andrews als Hormone Granger würde solide Arbeit abliefern, muss aber nicht viel schauspielern.
Auf AVN wurde sich ebenfalls über die dürftige Story beklagt, die im Prinzip nur aus einer Aneinanderreihung der Szenen besteht. So wäre die Einführung zu den Sexszenen eigentlich immer, das eine der weiblichen Darsteller ihre Schambehaarung vorführe und dann käme es zum Sex. Hervorgehoben wurde, das sowohl Jessie Andrews als auch Michael Vegas versuchen würden mit britischem Akzent (wie im Original) zu reden. Die Sexszenen seien dafür sehr gut. Hervorgehoben wurde auch hier Katie St. Ives und Tara Lynn Foxx.
RogReviews bemängelte ebenfalls die dürftige Handlung und lobte die Kostüme. Insgesamt sei der Film aber recht süß und die Sexszenen seien gelungen.

## Nominierungen
- Nightmoves, 2013[5]
  - Nominee: Best Parody: Comedy

- Sex Awards, 2013[6]
  - Nominee: Adult Parody of the Year